# Litokwa Tomeing
Litokwa Tomeing, né le 14 octobre 1939 sur l'atoll de Wotje et mort le 12 octobre 2020, est un chef traditionnel et homme politique marshallais. Il est président de la république des Îles Marshall de 2008 à 2009.

## Biographie

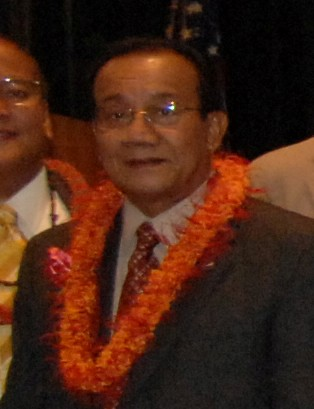
Litokwa Tomeing lors d'une conférence à Honolulu en 2008

Président du Parlement de 2000 à 2008, Litokwa Tomeing est élu président de la république des îles Marshall, le 7 janvier 2008 par le Parlement, en obtenant 18 voix contre 15 pour le candidat sortant Kessai Note,.
Il est investi le 14 janvier suivant. Le magazine Islands Business rapporte que Tomeing pourrait alors rompre les relations diplomatiques entre son pays et Taïwan.
Le 21 octobre 2009, il est renversé par une motion de défiance du Parlement par 17 voix contre 15. Après un intérim exercé par Ruben Zackhras, il est remplacé par Jurelang Zedkaia, élu le 26 octobre.